# 肽
肽又称胜肽、縮胺酸類，旧称，是由肽键连接的氨基酸短链。多肽（polypeptide）则是较长而连续无支链的肽链（peptide chain）。分子量为10,000 Da或更大的多肽则称为蛋白质。少于20个氨基酸的肽链称为寡肽（oligopeptide），包括二肽、三肽和四肽。

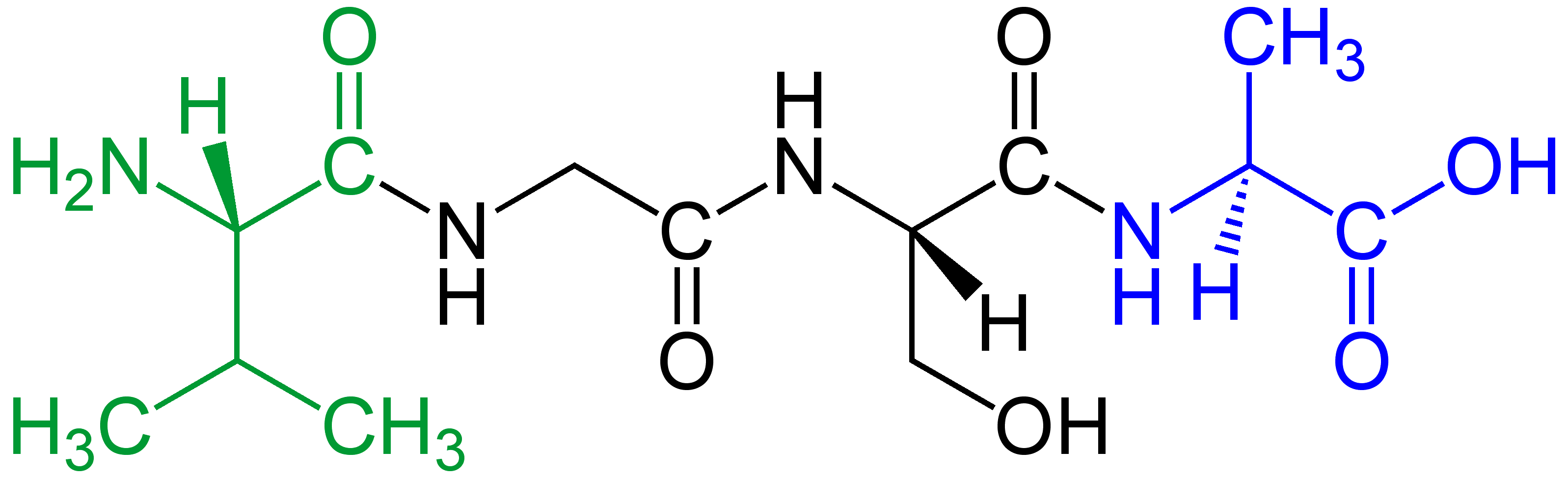
四肽 (例子 纈胺酸-甘氨酸-絲胺酸-丙胺酸)
綠色 標示 氨基端 (L-纈氨酸)
藍色 標示 羧基端 (L-丙氨酸).

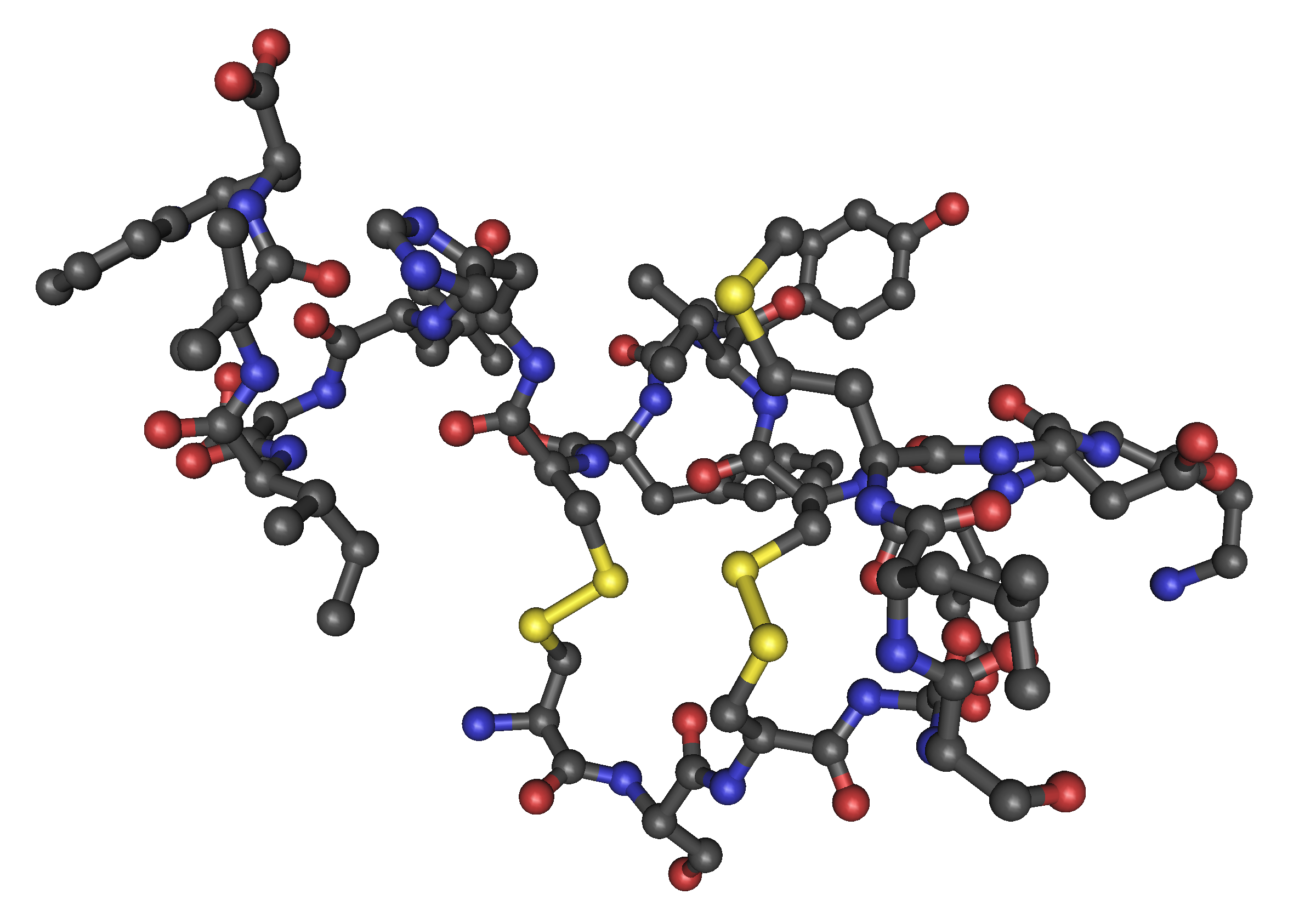
肽

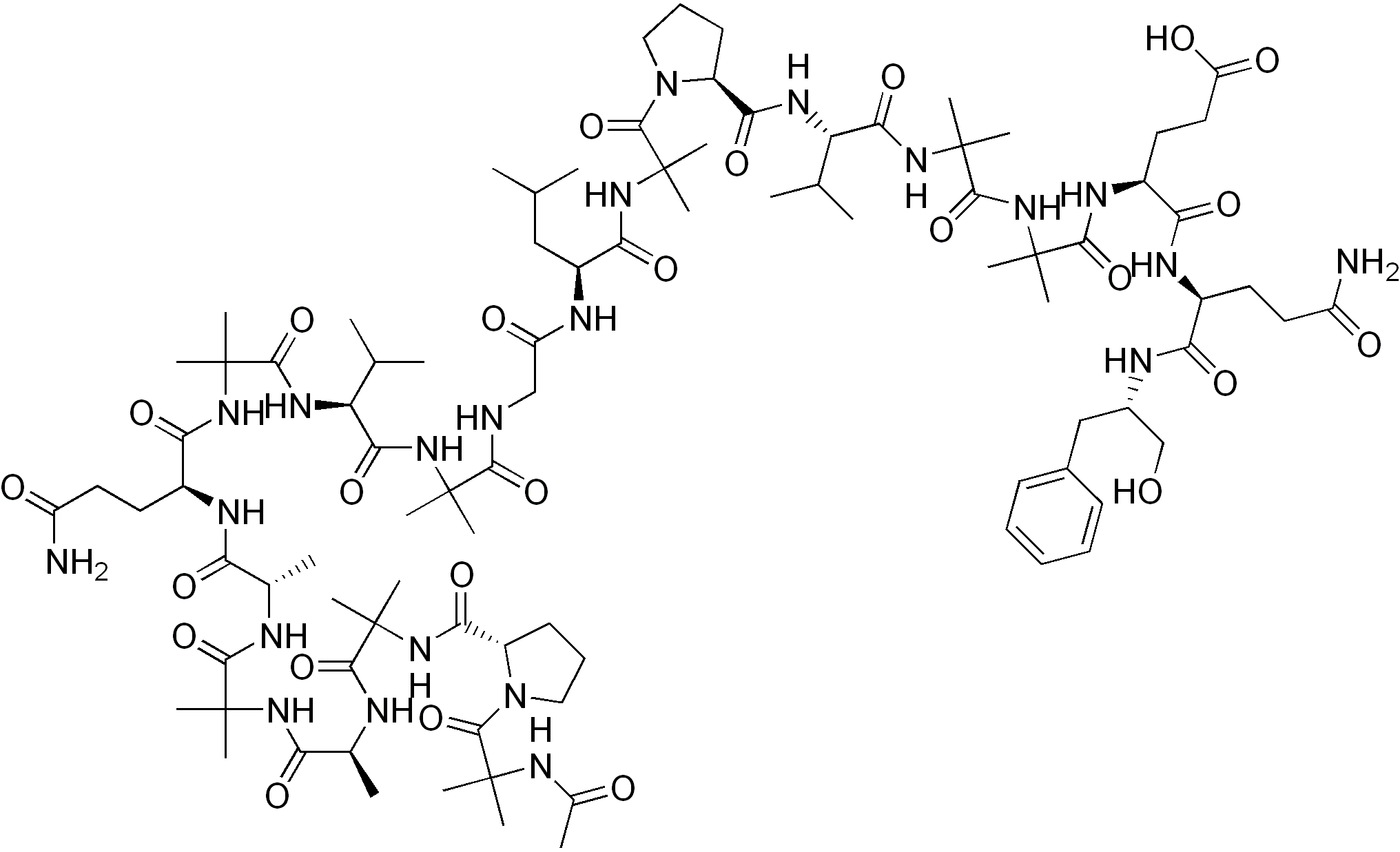
肽

肽是一種鏈狀的氨基酸聚合物

肽是天然存在的生物小分子，屬介於胺基酸和蛋白質之間的物質。其英語 peptide 源自古希臘語 πέπτω（péptō），義為“軟化、使熟、消化”。由於胺基酸的分子最小，蛋白質最大，而肽則是氨基酸單體組成的短鏈，由肽（酰胺）鍵連接。當一個氨基酸的羧基基團與另一個氨基酸的氨基反應時，形成該共價化學鍵。
二胜肽（又稱二肽），就是由二個胺基酸組成的蛋白質片段，兩個或以上的胺基酸脫水縮合形成若干個肽鍵從而組成一個肽，多個肽進行多級折叠就組成一個蛋白質分子。一般將 2－20肽歸於寡肽，20－50肽歸於多肽，通常十肽以下者較具醫藥及商業實用性。

## 水解法
肽可由膳食蛋白質（dietary protein）通過化學方法水解出來，也可以人工方法取得。係由兩個或以上的胺基酸聚合所構成，在細胞生理及代謝功能的調節上甚為重要。肽大多性质不稳定，长期贮存宜防潮，放在4°C以下的地方。

## 用途
活性肽與營養、荷爾蒙、酵素抑制、調節免疫、抗菌、抗病毒、抗氧化有非常緊密關係。

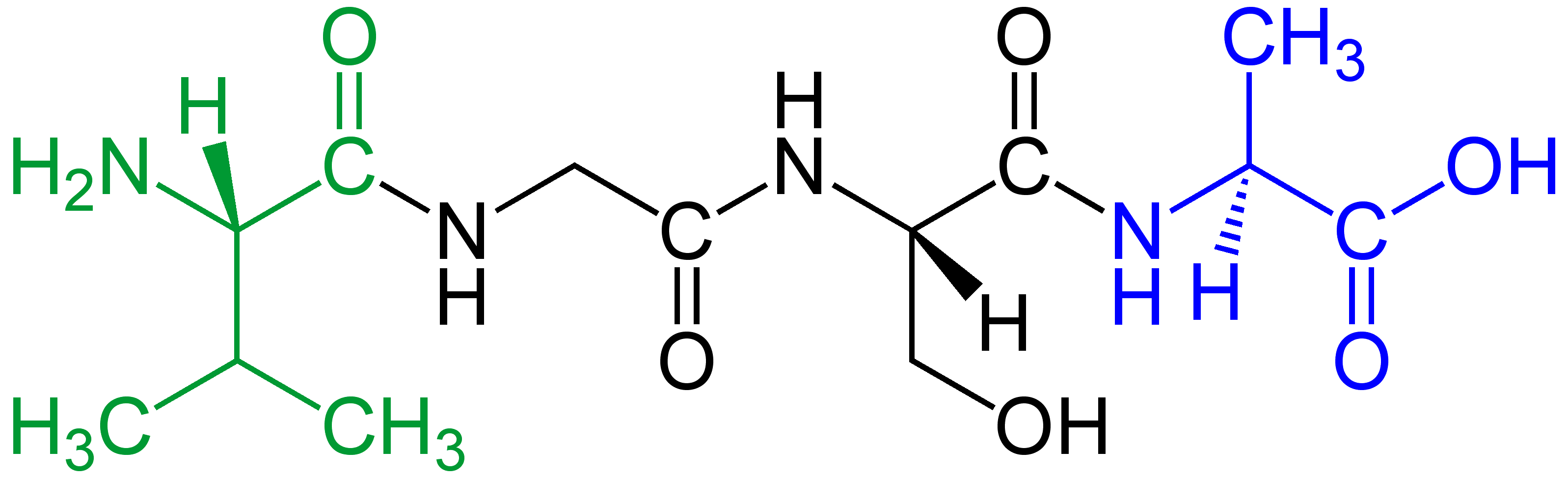
肽

## 結構
肽是由氨基酸的胺基（-NH2）和羧基（-COOH）脱水缩合形成肽键後，形成的鏈狀分子。
肽鍵是由一個胺基酸與次一胺基酸的胺基，行脫水縮合反應而成的-CO-NH-鍵，具有雙鍵的性質，與鄰近共六個原子在同一平面上，因此C-N不可自由轉動，肽鍵是構成蛋白質架構的連繫帶。
对于含半胱氨酸，甲硫氨酸或色氨酸的肽，脱氧缓冲剂对其溶解必不可少，这类肽易于空气中氧化。含谷氨酰胺或天冬酰胺的多肽也容易降解。多肽在-20℃很稳定，特别是冷冻干燥并保存在干燥器中，在将它们暴露于空气之前，冷冻干燥多肽可以放于室温。

## 腖
腖，即蛋白腖，是一种含肽可溶性混合物，来自于经蛋白酶解的动物奶或肉类，其除了含有小肽之外，还包括脂肪、金属、盐、维生素和许多其他生物化合物。胨常用于生长细菌和真菌的培养基中，作为氮源。